# Тугарєв Роман Іванович
Роман Тугарєв (рос. Роман Тугарев, нар. 22 липня 1998, Іжевськ, Росія) — російський футболіст, півзахисник клубу «Ростов».
Грав у складі молодіжної збірної Росії.

## Кар'єра

### Клубна
Роман Тугарєв почав займатися футболом у трирічному віці у своєму рідному Іжевську. Ігрову кар'єру він починав у місцевому клубі «Газовик».
Вже з одинадцяти років Тугарєв грав у складі московського «Локомотива». З 2017 року він був заявлений до основного складу команди. Але для набуття ігрового досвіду був направлений в оренду у фарм-клуб «залізничників» — «Локомотив-Казанка», який грав у другому дивізіоні. Там Роман Тугарєв став автором першого в історії клубу хет-трику.
Сезон 2020/2021 Роман Тугарєв провів в оренді у клубі «Ростов». Після завершення терміну оренди футболіст підписав з клубом повноцінний контракт.

### Збірна
У 2018 році Роман Тугарєв викликався до лав молодіжної збірної Росії.

## Досягнення
Клубні
Локомотив (М)
- Володар Кубка Росії 2018/2019[4]